# NGC 7307
NGC 7307 est une galaxie spirale barrée particulière située dans la constellation de la Grue. Sa vitesse par rapport au fond diffus cosmologique est de 1 846 ± 18 km/s, ce qui correspond à une distance de Hubble de 27,2 ± 1,9 Mpc (∼88,7 millions d'al). NGC 7307 a été découverte par l'astronome britannique John Herschel en 1836.
La classe de luminosité de NGC 7307 est III-IV et elle présente une large raie HI.
À ce jour, 23 mesures non basées sur le décalage vers le rouge (redshift) donnent une distance de 25,861 ± 7,636 Mpc (∼84,3 millions d'al), ce qui est à l'intérieur des valeurs de la distance de Hubble.

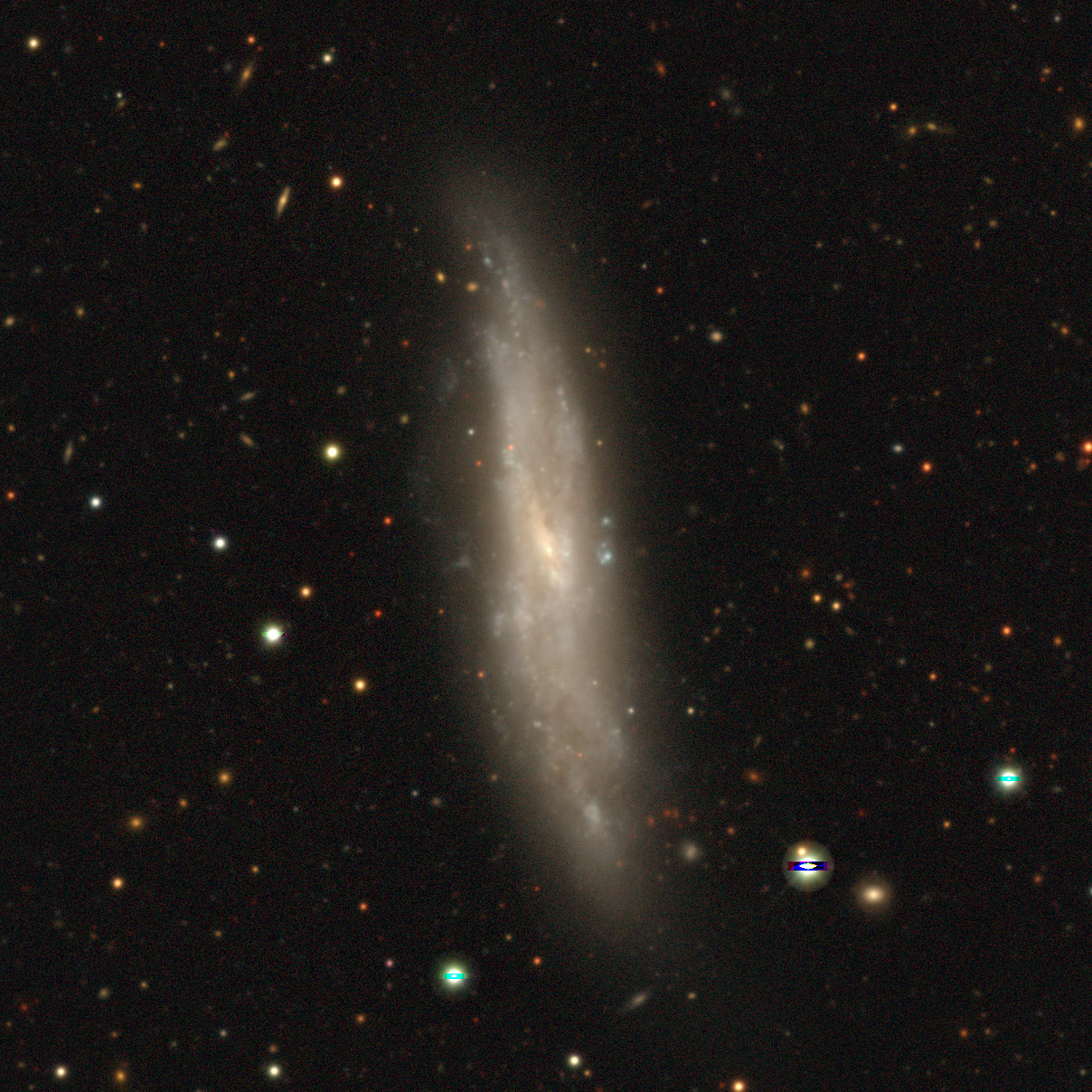
NGC 7307 par le projet « Legacy Surveys DR10 ».